# Loučim
Loučim är en ort i Tjeckien.   Den ligger i regionen Plzeň, i den västra delen av landet, 120 km sydväst om huvudstaden Prag. Loučim ligger 505 meter över havet och antalet invånare är 126.
Terrängen runt Loučim är huvudsakligen kuperad, men västerut är den platt. Runt Loučim är det ganska glesbefolkat, med 28 invånare per kvadratkilometer. Närmaste större samhälle är Klatovy, 13,6 km öster om Loučim. I omgivningarna runt Loučim växer i huvudsak blandskog.